# Hällsjön (Åsenhöga socken, Småland)
Hällsjön är en sjö i Gnosjö kommun i Småland och ingår i Nissans huvudavrinningsområde. Sjön har en area på 0,047 kvadratkilometer och ligger 254,1 meter över havet. Sjön avvattnas av vattendraget Anderstorpaån (Gåröström).

## Delavrinningsområde
Hällsjön ingår i det delavrinningsområde (636692-137744) som SMHI kallar för Inloppet i Gnosjö Regl.Damm. Avrinningsområdets medelhöjd är 237 meter över havet och ytan är 27,75 kvadratkilometer. Det finns inga delavrinningsområden uppströms utan avrinningsområdet är högsta punkten. Anderstorpaån (Gåröström) som avvattnar avrinningsområdet har biflödesordning 2, vilket innebär att vattnet flödar genom totalt 2 vattendrag innan det når havet efter 132 kilometer. Delavrinningsområdet består mestadels av skog (79 procent). Avrinningsområdet har 1,86 kvadratkilometer vattenytor vilket ger det en sjöprocent på 6,7 procent. Bebyggelsen i området täcker en yta av 1,01 kvadratkilometer eller 4 procent av avrinningsområdet.